# Gaspard Ier de Coligny
Pour les articles homonymes, voir Gaspard de Coligny.
Pour les autres membres de la famille, voir Maison de Coligny.
Gaspard Ier, comte de Coligny, seigneur de Châtillon (1465/70 à Châtillon-sur-Loing - 24 août 1522 à Dax), maréchal de France (1516), appartenait à l'ancienne famille de Coligny éteinte en 1694.

## Généalogie
Il est le deuxième fils de Jean III de Coligny et d'Éléonore de Courcelles.

blason des Coligny.

## Mariage et descendance
Il épousa le 1er décembre 1514 à Paris, épouse Louise de Montmorency, sœur d'Anne de Montmorency. Ils eurent 4 enfants :
- Pierre (°1515 †1534), seigneur de Châtillon
- Odet (°1517 †1571), archevêque de Toulouse, plus connu sous le nom de cardinal de Châtillon
- Gaspard II de Coligny (°1519 †1572)
- François (°1521 †1569)